# 那賀川町赤池
那賀川町赤池（なかがわちょうあかいけ）は、徳島県阿南市の大字。2010年10月1日現在の人口は1,095人、世帯数は427世帯。郵便番号は〒779-1242。

## 地理
阿南市の北部に位置。南は東流する那賀川の河川敷を境に横見町、西は那賀川町三栗、北は那賀川町上福井、東は那賀川町中島に接する。
JR牟岐線がほぼ中央部を横断し、東端に阿波中島駅がある。

### 河川
- 那賀川

## 歴史
2006年（平成18年）3月20日に那賀郡那賀川町が阿南市と合併し、阿南市那賀川町北中島になる。

## 施設
- 阿南市立平島小学校
- 西光寺
- 水神社

## 交通

### 鉄道
四国旅客鉄道（JR四国）牟岐線が通り、阿波中島駅が設置されている。

### 道路
都道府県道
- 徳島県道141号大林那賀川阿南線
- 徳島県道277号中島古庄線